# Dukuhturi (Dukuhturi)
Dukuhturi is een bestuurslaag in het regentschap Tegal van de provincie Midden-Java, Indonesië. Dukuhturi telt 2835 inwoners (volkstelling 2010).